# اوفنا
اوفنا (به ایتالیایی: Ofena) یک کومونه در ایتالیا است که در استان لاکویلا واقع شده‌است.

## خصوصیات
اوفنا ۳۶٫۸۱ کیلومترمربع مساحت و ۵۸۸ نفر جمعیت دارد و ۵۳۱ متر بالاتر از سطح دریا واقع شده‌است.